# Thereva lanata
Thereva lanata är en tvåvingeart som beskrevs av Zetterstedt 1838. Thereva lanata ingår i släktet Thereva och familjen stilettflugor. Arten är reproducerande i Sverige. Inga underarter finns listade i Catalogue of Life.